# Tamar 2

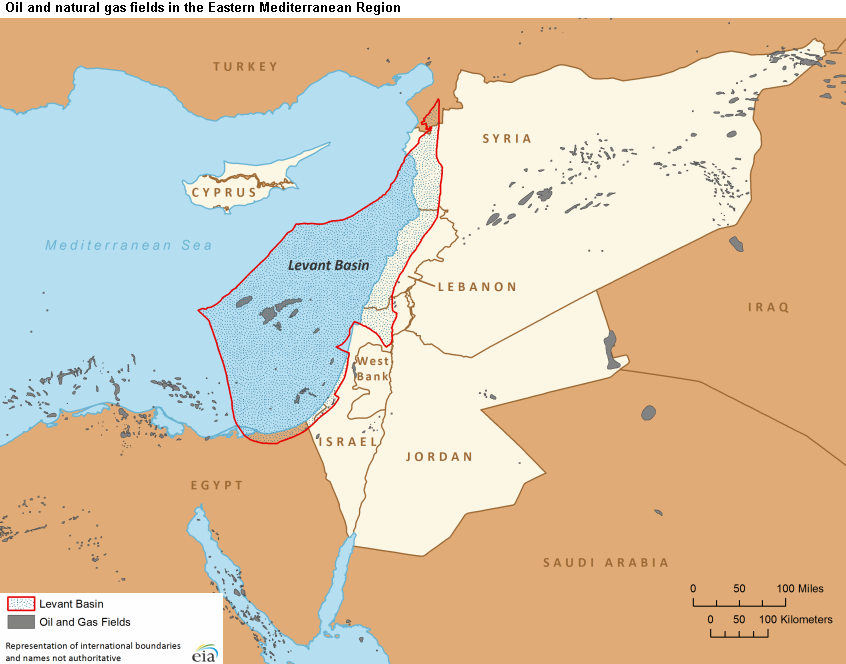
Champs pétrolifères et gaziers connus dans le Bassin Levantin.

Tamar 2 est un champ gazier israélien dont l'exploitation a commencé en mars 2013. Découvert par Noble Energy en 2009, il est situé à 90 km des côtes israéliennes au large de Haïfa, dans sa Zone économique exclusive.
Le Liban émet des revendications sur une partie de ce gisement en 2021,, mais l’ONU refuse, en janvier 2011, de statuer sur la délimitation de la frontière maritime israélo-libanaise.

## Estimation des réserves
Selon une estimation en juillet 2009, le champ gazier Tamar 2 a une réserve de près de 180 milliards de m3 de gaz naturel. Les revenus de son exploitation sont estimés à 30 milliards de dollars (après des coûts d'exploitation d'environ 1,5 milliard de dollars).
Au moment de sa découverte, Tamar était le plus grand gisement organique trouvé en Méditerranée, et le plus grand qu'ait encore trouvé Noble Energy.
En janvier 2018, Tamar Petroleum a acquis 7,5% des participations de Noble Energy dans le champ gazier de Tamar, augmentant ainsi ses participations totales à 16,75%,.
En septembre 2021, Delek Drilling a signé un accord pour vendre le reste de ses participations (22%) à la société Mubadala Energy pour 1,05 milliard de dollars,.
Environ un an plus tard, le milliardaire Aaron Frenkel, qui faisait partie de l'accord d'acquisition conclu par Mubadala en 2021, a exercé son option d'achat de la moitié des actions (11% du champ gazier) pour 525 millions de dollars,. Cette transaction comprenait également tous les flux de trésorerie du champ gazier depuis le début de 2021 jusqu'à la date fixée pour le transfert des droits, évalués à 75 millions de dollars supplémentaires.
En mars 2024, Frenkel a acquis 3,5% supplémentaires du champ gazier de Tamar auprès d'Everest (un partenariat entre Harel Insurance et le Fonds d'Infrastructure d'Israël) pour environ 970 millions de shekels (272 millions de dollars), reflétant une valeur totale du champ gazier d'environ 32 milliards de shekels (environ 8,5 milliards de dollars),.
Avec cet achat, la participation directe de Frenkel dans le champ gazier de Tamar a augmenté à environ 14,5%. De plus, il détient environ 25% des actions de Tamar Petroleum, qui possède à son tour 16,75% du champ gazier de Tamar, ajoutant ainsi effectivement 4,2% supplémentaires aux participations de Frenkel.
Les parties prenantes dans le champ gazier de Tamar sont Isramco (28,75%), Chevron (25%), Tamar Petroleum (16,75%), Aaron Frenkel (14,5%), Mubadala (11%) et Dor Gas (4%).

## Contexte et importance
La découverte et la mise en exploitation de champs gaziers constitue un événement économique important pour Israël, qui était jusqu'alors dépourvu de ressources naturelles majeures (sauf la potasse servant pour les engrais). Selon le ministre de l'énergie en 2017, les quatre champs gaziers devraient rapporter 87,5 milliards d'euros, « soit davantage que toute l'aide accordée au fil des années par les États-Unis à Israël ».

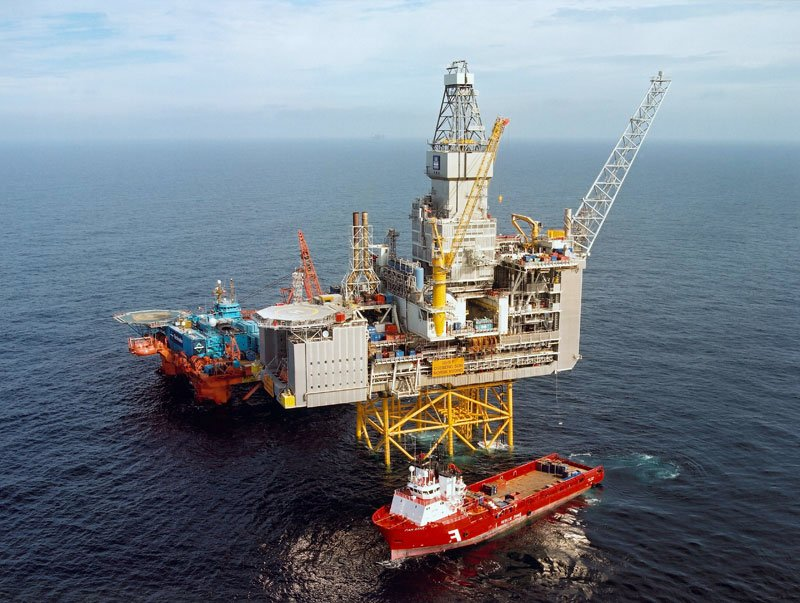
Champ de gaz (illustration)

Avant sa mise en exploitation, Israël importait principalement son gaz d'Égypte (qui, outre ses réserves déjà exploitées, a également réalisé d'importantes découvertes de gaz naturel, de l'ordre de 100 milliards de m3, en 2009).
Le printemps arabe avait entraîné des arrêts de livraison de gaz égyptien à Israël à la suite de multiples attentats dans le Sinaï contre le gazoduc arabe, et pour obtenir une augmentation des prix. En outre Israël restait dans la crainte d'un éventuel boycott de ses fournisseurs arabes.
Selon les prévisions de Noble Energy, son exploitation commerciale ainsi que celle du champ gazier Leviathan, qui ensemble ont un potentiel estimé à 450 milliards de mètres cubes, permettrait de garantir l'indépendance énergétique de l'État d'Israël au cours des 20 prochaines années, et d'exporter du gaz naturel, notamment par un gazoduc sous-marin en projet passant par Chypre et la Grèce.
Le gisement Tamar 2 est aussi important pour la Jordanie, qui a également souffert des attentats contre le gazoduc arabe dans le Sinaï, alors que 80 % de ses besoins en électricité en dépendait. Un accord avec Israël permet à la Jordanie de recevoir du gaz de Tamar, en dépit des critiques qui accusent le gouvernement jordanien de coopérer avec l'“ennemi israélien”,.
Les Émirats arabes unis ont acquis 22 % du champ.

## Autres champs gaziers israéliens
D'autres champs gaziers ont été découverts en mer au large d'Israël :
- Mari-B, découvert en 2000[22],[23] et dont l'exploitation a commencé en 2004, contient une ressource estimée à 28 milliards de mètres cubes de gaz naturel[24],[25];
- Noa, découvert en 1999[26], aurait une taille de 5,6 milliards de m3 ; son exploitation n'a pas encore commencé, en raison de ses quantités jugées trop faibles[27];
- Dalit 1, découvert en 2009[4] au large de Hadera, a révélé un autre champ gazier d'une taille exploitable d'environ 20 milliards de mètres cubes. Son exploitation commerciale pouvait commencer, selon les investisseurs, avant celui de Tamar 2.
- Karish et Tanin, 55 milliards m3, dont le projet d'exploitation dès 2020 en coopération avec la Grèce est présenté en 2017[28]